# Lyons (Indiana)
Lyons – miasto w Stanach Zjednoczonych, w stanie Indiana, w hrabstwie Greene.